# 中村哲 (作曲家)
中村 哲（なかむら さとし、1954年9月16日 - ）は、日本のサクソフォーン奏者、キーボーディスト、作曲家、編曲家、音楽プロデューサー。埼玉県さいたま市大宮区出身。

## 来歴
サクソフォーンとキーボード奏者で、安全バンドやスペクトラムの前身である、ホーン・スペクトラム（アミューズに所属）等を経たのち、フュージョンバンドのプリズムに参加。1978年には千葉真一主演のテレビドラマ『十字路 第二部』の音楽を手がけた。

## 作品

### テレビドラマ
- 十字路 （1978年）

### 作曲
- 井上堯之
- 大竹しのぶ
- シブがき隊
- 中村あゆみ
- 松雪泰子
- 村田和人
- 森川美穂
- 山本ゆかり
- 吉野千代乃

### 編曲
- 我妻佳代
- 浅香唯
- 安達祐実
- 網浜直子
- 勇直子
- 石川秀美
- いしだ壱成
- 石田ひかり
- 一条寺美奈
- 伊藤智恵理
- 岩崎宏美
- 岩崎良美
- 大西結花
- 大根夕佳
- 小川範子
- 小高恵美
- 小野正利
- 甲斐よしひろ
- 風間三姉妹
- 加藤登紀子
- かとうれいこ
- 川島みき
- 河村隆一
- 久保田利伸
- 圭修
- 小泉今日子
- CoCo
- 小林千絵
- 米米CLUB
- 坂上忍
- 相楽ハル子
- Something ELse
- 沢田研二
- THEATRE BROOK
- C.C.ガールズ
- 柴田恭兵
- 柴咲コウ
- シブがき隊
- 少女隊
- 聖飢魔II
- 瀬能あづさ
- 千堂あきほ
- 仙道敦子
- 高井麻巳子
- 立花理佐
- 田原俊彦
- CHA-CHA
- 円谷優子
- てつ100%
- とんねるず
- 永井真理子
- 中島みゆき
- 中原めいこ
- 中村あゆみ
- 仲村トオル
- 中森明菜
- 長山洋子
- 西田ひかる
- 西村知美
- 新田恵利
- 仁藤優子
- ニャンギラス
- PAO
- 畠田理恵
- 羽野晶紀
- 早見優
- 東山紀之
- BaBe
- 本田美奈子
- 松下里美
- 松田聖子
- 松田良
- 松本伊代
- 松本典子
- 松本友里
- 松雪泰子
- 真弓倫子
- 真璃子
- 三浦理恵子
- 森川美穂
- 森下恵理
- 山口弘美
- 山本ゆかり
- 山本理沙
- 芳本美代子
- 楽天使
- 渡辺典子
- 渡辺美里
- 渡辺美奈代